# 廣州公車南K6路
廣州公車南沙K6路是由广州公交集团南沙巴士有限公司运营的跨市公交路线，往來广州的蕉门公交总站和东莞的虎门政务服务中心。

## 历史
为解决虎门渡口停航后，南沙、东莞两地群众的往来交通出行问题，南沙區于2019年5月21日起，开行往返南沙蕉门公交总站和虎门中心区客运站的临时公交直达快线；2020年1月20日，在这条临时线路的基礎上，南沙K6路正式开通。南沙K6路填补了南沙、东莞两地民眾出行的公交空白，拓展了公交线网的服务范围，提升了两地的互联互通水平。
受疫情影响，本线曾停运一段时间，自2022年5月27日起恢复正常运营，改走虎門大橋，票价从15元降至13元，同时将东莞侧的首末站调整为虎门政务服务中心站。

## 路线
南沙K6路从蕉门公交总站出发，进入莞佛高速，之后经虎門大橋过江，转入廣深沿江高速，在虎门交流道駛入濱海大道，最后抵达虎门政务服务中心站，返程路线大致相同。